# Talsperre Kriebstein
Die Talsperre Kriebstein ist die Talsperre mit dem größten Wasserkraftwerk in Sachsen, abgesehen von den Pumpspeicherwerken Markersbach und Niederwartha. Die 1930 in Betrieb gegangene Talsperre dient der Stromerzeugung, der Schifffahrt, der Fischerei und der Freizeiterholung. Sie bietet kaum Hochwasserschutz.

## Beschreibung

### Überblick und Geschichte
Die Staumauer der Talsperre Kriebstein ist eine gekrümmte Gewichtsstaumauer aus Beton. Die Talsperre wurde 1927–1929 in der Nähe von Waldheim erbaut (Inbetriebnahme 1930); erste Pläne für die Nutzung der Wasserkraft gab es jedoch bereits vor dem Ersten Weltkrieg. Das gestaute Gewässer ist die Zschopau, ein Nebenfluss der Freiberger Mulde.
Die Talsperre Kriebstein hat mit Abstand das größte Einzugsgebiet (1738 km²) und die größte Hochwasserentlastungsanlage (Bemessungsabfluss: 975 m³/s) aller Talsperren in Sachsen.

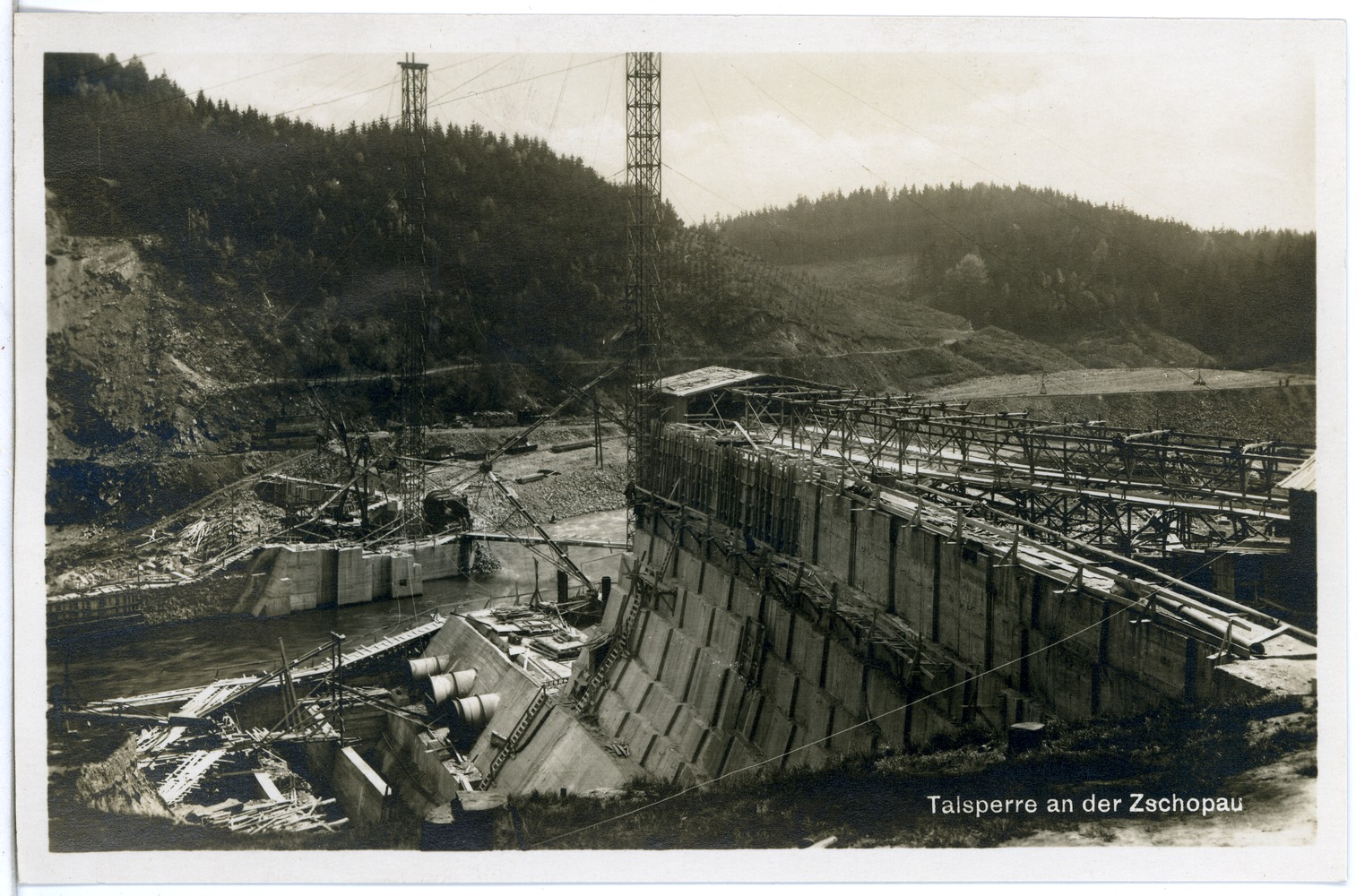
Baustelle 1929
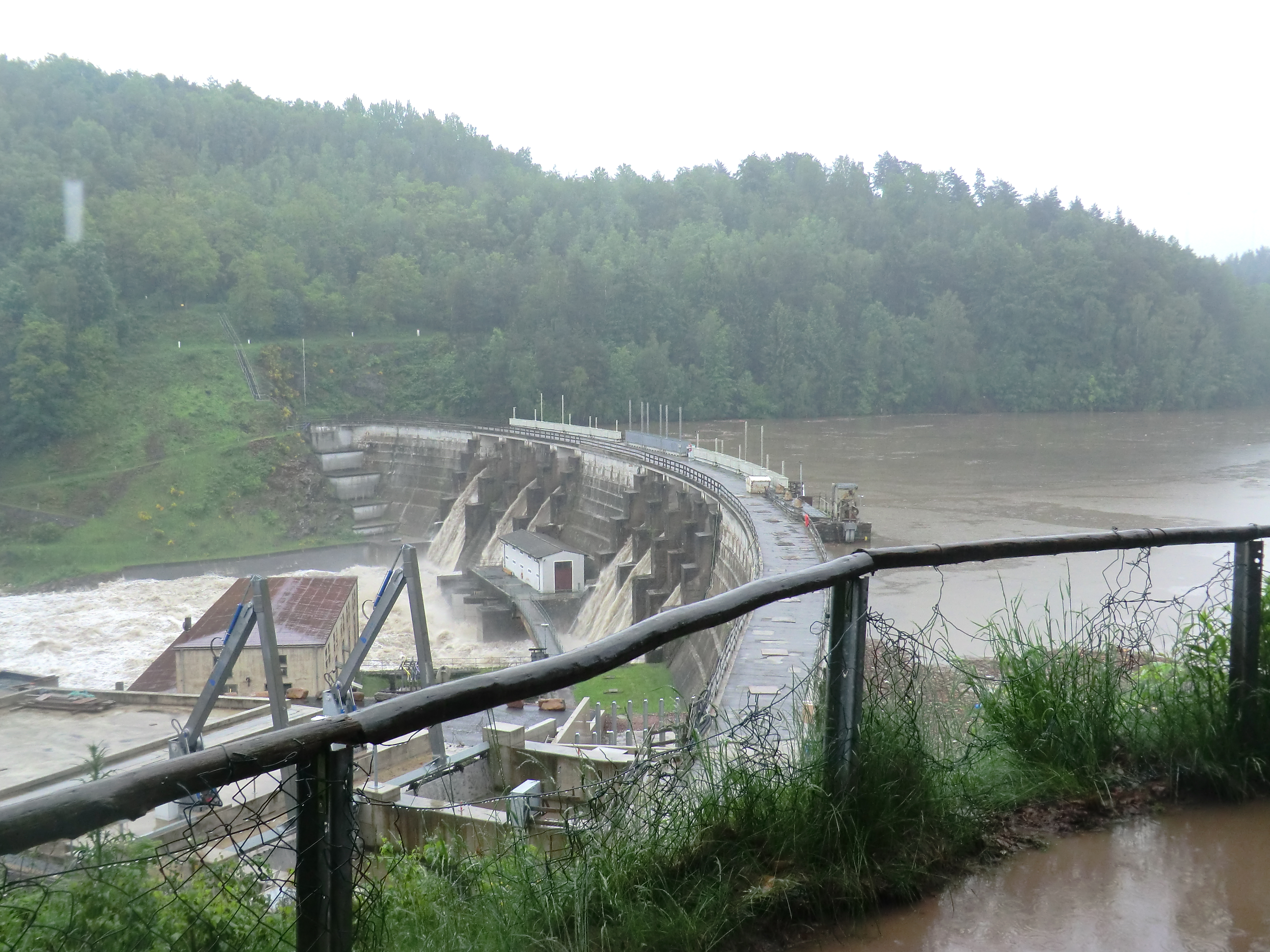
Während des Hochwassers 2013
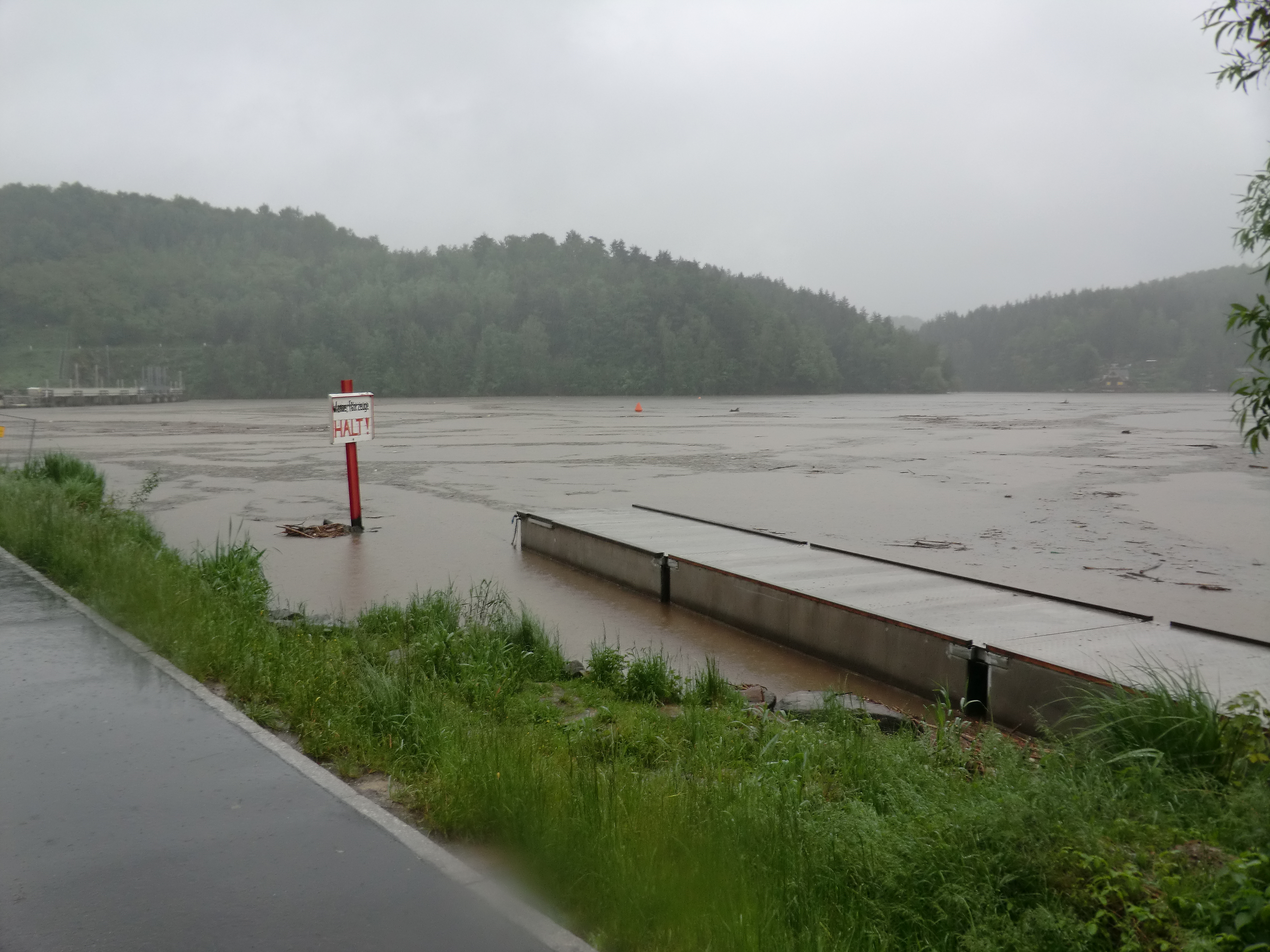
Der Stausee kann keine größeren Wassermassen auffangen.

Die Talsperre war ursprünglich auch für den Hochwasserschutz gebaut worden; darauf weist ein Schild an der Staumauer hin. Der Ausbaugrad ist dafür aber zu gering, das heißt, der Stauraum ist, bezogen auf den Jahresdurchfluss, viel zu klein, um einen effektiven Hochwasserschutz leisten zu können. Ein Hochwasser kann lediglich durch die Retentionswirkung des Stausees etwas reduziert werden. Dies wurde auch bei dem Hochwasser im August 2002 offenbar. Damals floss eine Gesamtwassermenge von etwa dem 16-fachen Stauinhalt ab. Selbst bei einem leeren Staubecken hätte also das Hochwasser bei weitem nicht aufgenommen werden können.

### Wasserkraftwerk
Das Wasserkraftwerk wird von der Unternehmensgruppe Karl betrieben. Im Jahr 2006 hatte der Betreiber die bestehenden Turbinen durch einen Neubau ergänzt. Derzeit leisten zwei vertikale Andritz Kaplan-Turbinen und eine Andritz Francis-Turbine bei 23 m Fallhöhe und einem maximalen Durchfluss von 36 m³/s zusammen 8 MW. Damit erzeugt das Kraftwerk im Durchschnitt Strom von 25.000 MWh im Jahr.

## Sport und Freizeit

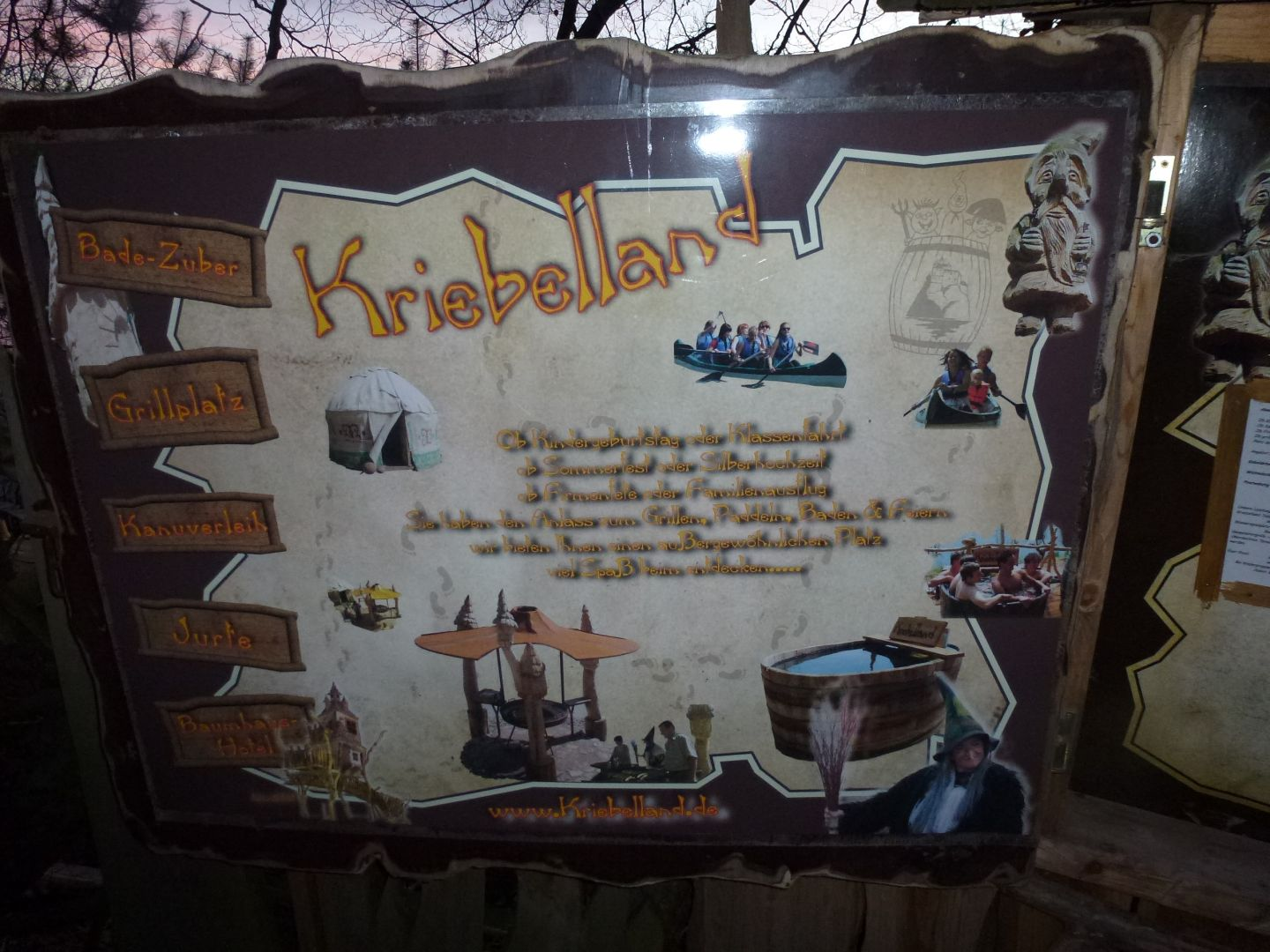
Infotafel Kriebelland

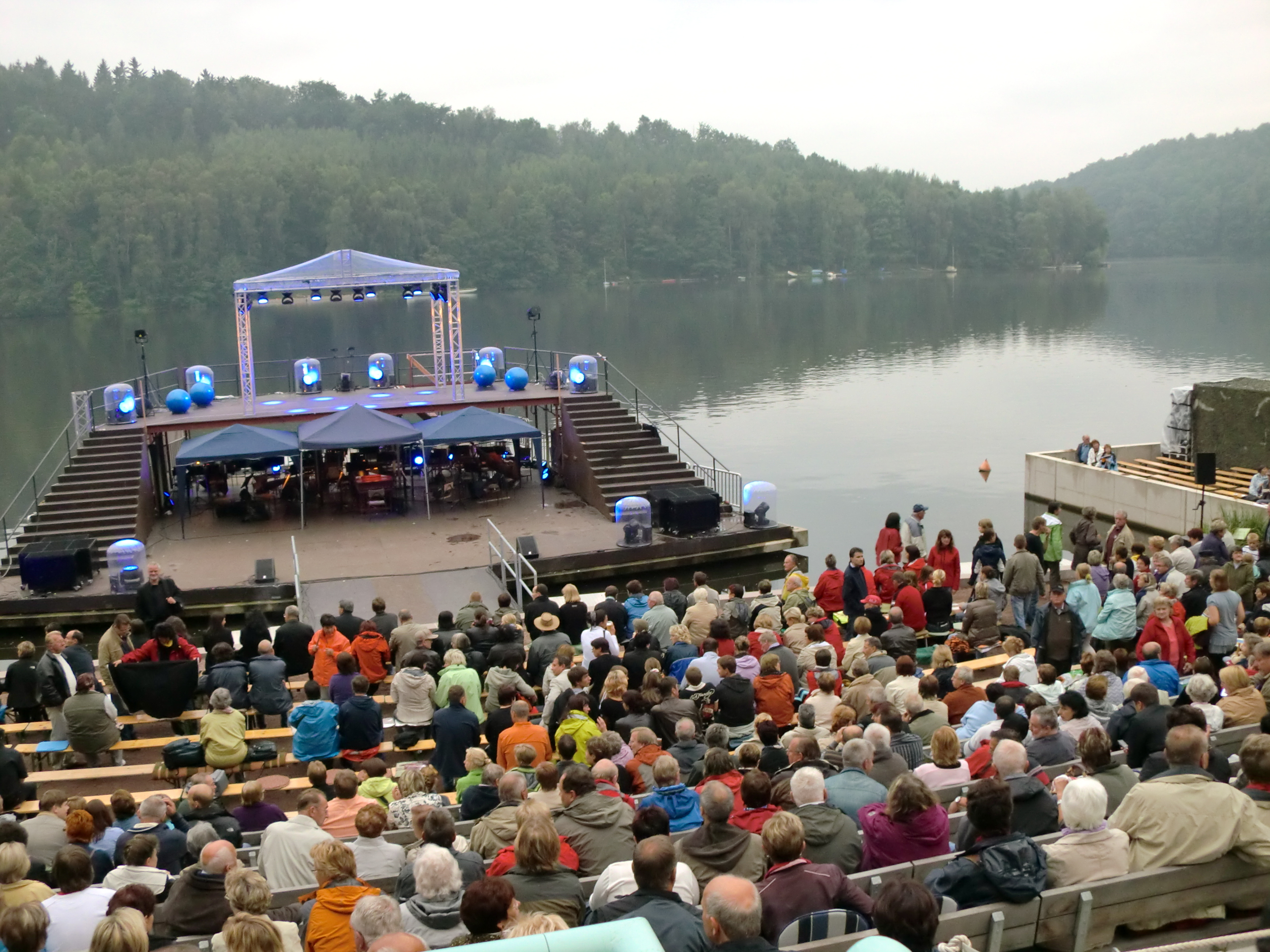
Seebühne

Bereits ab 1930 fuhren die ersten Boote und später Fahrgastschiffe auf dem Stausee. Die Nutzung für Erholungszwecke nahm stetig zu und die ersten Wochenendhäuser entlang des Stausees entstanden. Während des Deutschen Reiches befand sich ein Seesport-Übungslager der SA am Ufer der damals Lauenhain-Zschopau Talsperre genannten Einrichtung. Für die Übungen nutzten die Organisatoren einen Schiffsnachbau mit diversen Originalteilen. Es handelte sich um die Niobe, die aus Beton nachgestaltet worden war unter Nutzung einiger Originalteile. Der Bug und das Heck sind erhalten und dienen als Bootshalle.
Nach dem Zweiten Weltkrieg behielt die Talsperre die touristische Funktion, der Schifffahrtsbetrieb wurde vom VEB (K) Naherholung Talsperre Kriebstein durchgeführt.
Ab 1950 gab es an der Talsperre ein FDJ-Ferienlager zur Erholung für Jugendliche. Weiterhin exzitierte zwischen 1952 und 1990 das Ferienlager Ernst-Thälmann der SDAG Wismut in Höfchen an der Talsperre.
Am 7. Oktober 1962 wurde auf dem Stausee das erste Motorbootrennen um Wertungspunkte zur DDR-Meisterschaft ausgetragen. In den Jahren 1965, 1966 und 1967 fanden hier Europameisterschaften statt, 1970 sogar eine Weltmeisterschaft. Danach wurden die Veranstaltungen eingestellt.
Nach der Wende finden seit 2006 wieder regelmäßig jährlich Bootsrennen um Wertungspunkte zu den Deutschen Meisterschaften statt.
Segeln, Baden, Camping und sonstiger Freizeitsport im und am Stausee sind möglich. Es gibt vielfältige touristische Einrichtungen, z. B. Kriebelland mit Baumhäusern, die Seebühne und den Hochseilgarten. Sehenswert ist auch die nahegelegene Burg Kriebstein.
Der Zweckverband Kriebsteintalsperre bietet auf dem Stausee während der Saison von April bis Oktober Linienfahrten und Rundfahrten an und es gibt ausgeschilderte Wanderwege um den Stausee. Die Mitglieder des Zweckverbandes Kriebsteintalsperre sind die Gemeinde Kriebstein, die Stadt Mittweida und der Landkreis Mittelsachsen.